# 拉巴斯縣
拉巴斯縣（英語：La Paz County）是美国亚利桑那州西部的一個郡，西鄰加利福尼亚州，面積12,421平方公里。根據2020年美國人口普查，本縣共有人口16,557人；縣治為帕克。

## 歷史

1942年的縣治帕克

本縣成立於1983年1月1日，係自尤馬縣獨立。本縣是唯一一個在亞利桑那州於1912年正式成為州份後才成立的縣份。縣名來自科羅拉多河畔的拉巴斯（現已成為鬼鎮），而拉巴斯在西班牙语中則有「和平」的意思。在成立之初，本縣因人口稀少，稅收不足應付政府支出，因此縣政府需要依賴州政府的資助。因此，州政府為了預防同類事件發生，故大大地提高了成立縣份的限制。

## 地理

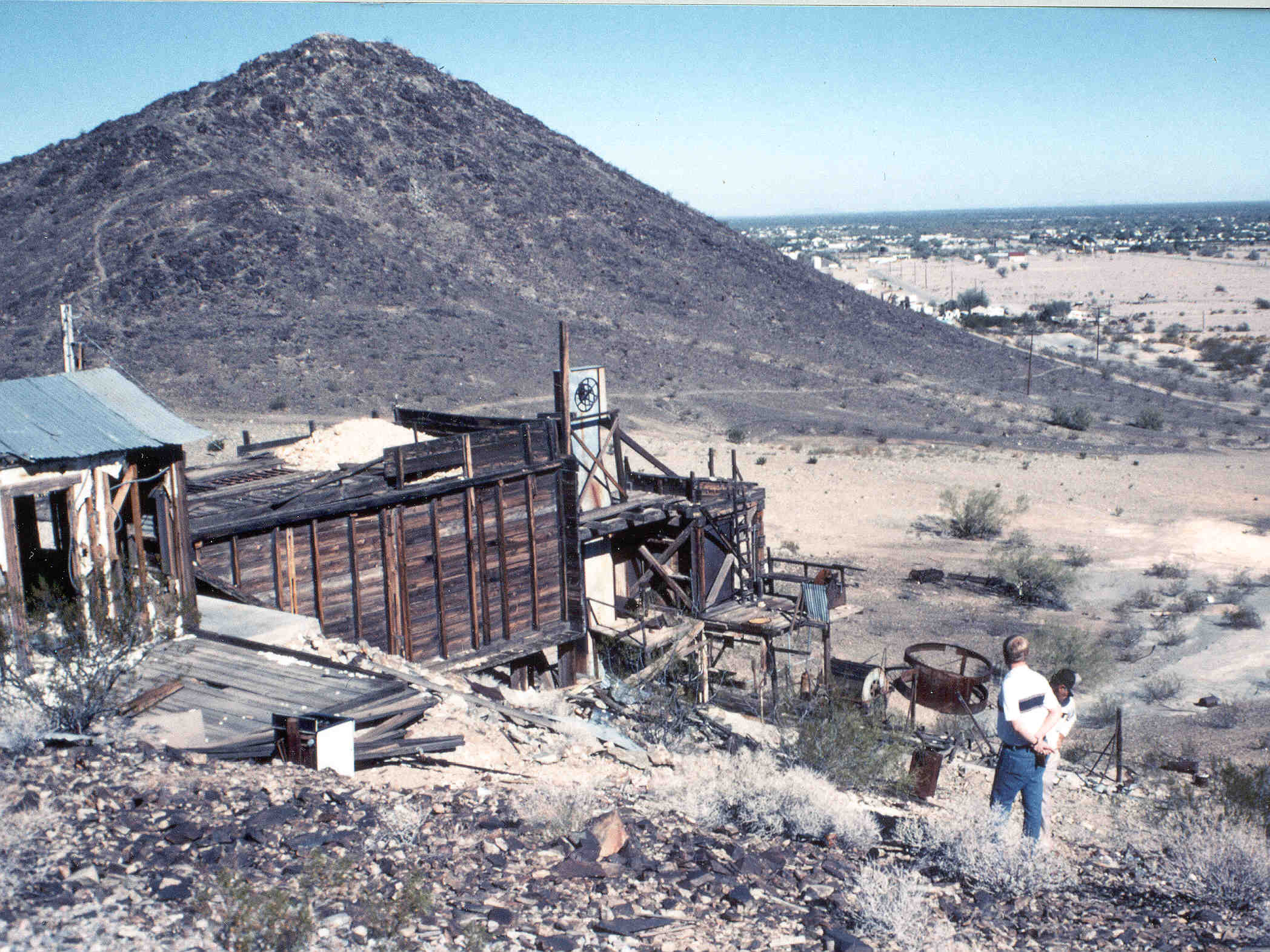
最大城市水晶镇的礦場

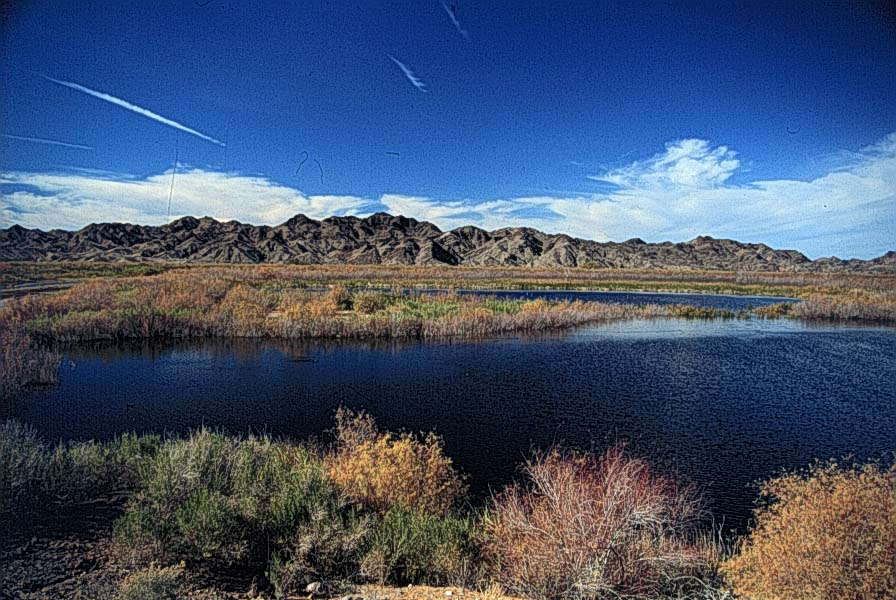
因皮里爾國家野生動物保護區

根據2000年人口普查，拉巴斯縣的總面積為4,513.36平方英里（11,689.5平方），其中有4,499.95平方英里（11,654.8平方），即99.7%為陸地；13.4平方英里（35平方），即0.3%為水域。本縣既是亞利桑那州面積第13大的縣份，亦是美國面積第85大的縣份。

### 毗鄰縣
- 亞利桑那州 莫哈維縣：北方
- 亞利桑那州 亞瓦派縣：東北方
- 亞利桑那州 馬里科帕縣：東方
- 亞利桑那州 尤馬縣：南方
- 加利福尼亚州 帝國郡：西南方
- 加利福尼亞州 河濱縣：西方
- 加利福尼亞州 聖貝納迪諾縣：西北方

### 國家保護區
- 比爾威廉斯河國家野生動物保護區（英语：Bill Williams River National Wildlife Refuge）（部分）
- 西勃拉國家野生動物保護區（英语：Cibola National Wildlife Refuge）（部分）
- 因皮里爾國家野生動物保護區（英语：Imperial National Wildlife Refuge）（部分）
- 柯發國家野生動物保護區（英语：Kofa National Wildlife Refuge）（部分）

## 人口
| 调查年            | 人口   | 备注 | %±    |
| ----------------- | ------ | ---- | ----- |
| 1990              | 13,844 |      | —     |
| 2000              | 19,715 |      | 42.4% |
| 2010              | 20,489 |      | 3.9%  |
| 2011年估计        | 20,419 |      | −0.3% |
| [ 5 ] [ 6 ] [ 7 ] |        |      |       |

### 2010年
根據2010年人口普查，拉巴斯縣擁有20,489居民。而人口是由69.8%白人、0.6%非裔、12.8%原住民、0.5%亞裔、12.6%其他種族和3.7%混血构成。而西裔或拉美裔佔了人口23.5%。

### 2000年
根據2000年人口普查，拉巴斯縣擁有19,715居民、8,362住戶和5,619家庭。其人口密度為每平方英里4居民（每平方公里2居民）。本縣擁有15,133間房屋单位，其密度為每平方英里3間（每平方公里1間）。而人口是由74.15%白人、0.79%非裔、12.53%原住民、0.41%亞裔、0.1%太平洋岛民、9.35%其他種族和2.68%混血构成。而西裔或拉美裔佔了人口22.42%。18.90%人口的母語為西班牙语。
在8,362住户中，有21.2%擁有一個或以上的兒童（18歲以下）、54.2%為夫妻、8.2%為單親家庭、32.8%為非家庭、26.6%為獨居、12.9%住戶有同居長者。平均每戶有2.32人，而平均每個家庭則有2.79人。在19,715居民中，有21.1%為18歲以下、6.1%為18至24歲、20.4%為25至44歲、26.6%為45至64歲以及25.8%為65歲以上。人口的年齡中位數為47歲，女子對男子的性別比為100：105.5。成年人的性別比則為100：105.1。
本縣的住戶收入中位數為$25,839，而家庭收入中位數則為$29,141。男性的收入中位數為$26,642，而女性的收入中位數則為$20,965，人均收入為$14,916。約13.6%家庭和19.6%人口在貧窮線以下，包括28.5%兒童（18歲以下）及12.9%長者（65歲以上）。